# 1301 هـ
1301 هـ هي سنة في التقويم الهجري امتدت مقابلةً في التقويم الميلادي بين سنتي 1883 و1884.

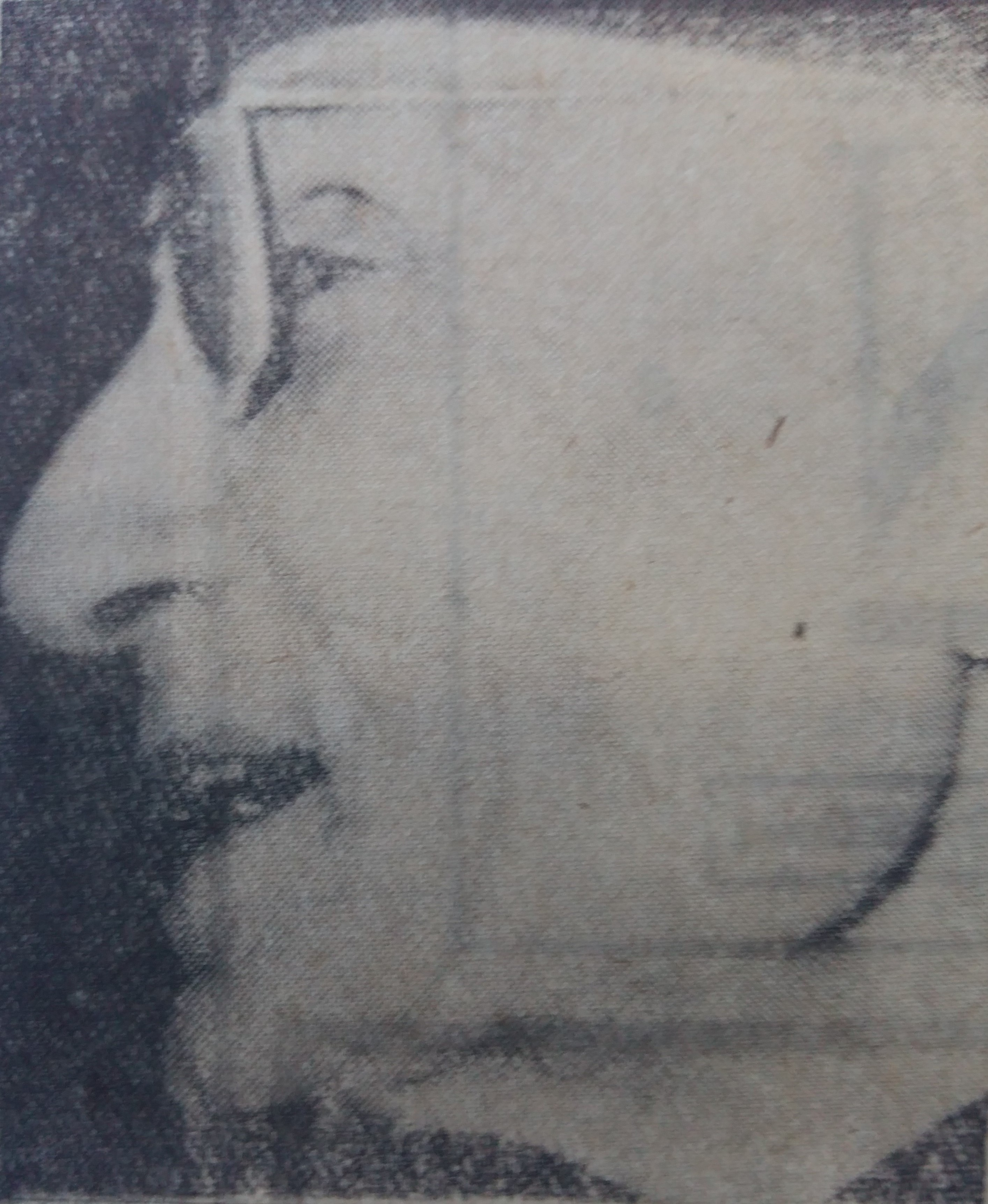
حسن حسني عبد الوهاب

## أحداث
- جرت وقعة مشهورة بين قبيلة عتيبة، ومعها محمد بن سعود بن فيصل وبين أمير الجبل، محمد بن عبد الله الرشيد، ومعه حليفة أمير بريدة, حسن بن مهنا، على ماء عروي، ولحقت الهزيمة بعتيبة.
- محمد العبد الله الرشيد يقوم باحتلال منطقة تبوك بأكملها.
- المهنا أمير القصيم يخوض بمعركة كبرى ضد محمد العبد الله الرشيد وأرسل الأمام عبد الله بن فيصل مساعدة للمهنا لأنتصارهم على آل رشيد.
- الأمير عبد الله بن جلوي بن تركي آل سعود يغادر الرياض بعد أن أمضى وقته للدراسة إلى البصرة وذلك لسوء الأحوال في الجزيرة العربية.

## مواليد
- أمين تقي الدين
- الإمام سالم بن راشد الخروصي
- ميلاد وزير الحربية للحكومة العربية في سوريا الشهيد يوسف العظمة
- أبو الخير القواس
- أحمد عارف الزين
- الحبيب علوي بن طاهر
- حسن حسني عبد الوهاب
- ضيف الله بن غازي بن محيا
- علي بن أحمد بن منصور البركاتي
- كاظم الدجيلي
- محمد بن داوود الخطيب
- محمد تقي الإصفهاني
- محمد حسن المظفر
- هبة الدين الشهرستاني

## وفيات
- الناصر بن شهرة
- حمد بن علي بن عتيق
- ستانسلاس جويار
- سليم النقاش
- محمد باقر الأسكوئي
- مدحت باشا
- محمد باقر الإسكوئي